# 山本量子
山本 量子（やまもと りょうこ、1976年〈昭和51年〉1月15日 - 2024年〈令和6年〉8月18日）は、オフィスキイワードに所属した日本のタレント。バンド「カンロサウルス」のボーカルも務めていた。

## 人物
大阪府出身。大阪薫英女子短期大学出身。
名前の略称である山量（やまりょう）というニックネームで、関西を中心に番組のMCからリポーターまで幅広くこなしていた。
弟がいる。恐竜が好き。身長は163cm。
30歳代後半から、子宮頸がんや卵巣がんに罹患しこの事実をラジオの放送内で公表した。亡くなるまで10年近くの間、闘病しながらラジオ出演などの活動を続けてきた。
2023年7月より一時療養に専念していたが、2024年4月に9か月ぶりに復帰し、レギュラー出演していた『こんちわコンちゃんお昼ですょ!』に加えて、同年4月からスタートしたMBSラジオの朝のワイド番組『ヤマヒロのぴかッとモーニング』の水曜アシスタントにも起用されたが、当番組については4月17日の初出演から途中休演を挟みつつ6月26日放送分まで計9回に出演した後に再び入院療養に入っていた。
しかし復帰は果たせず、同年8月18日、がんのため、死去した。48歳没。訃報は同月21日、所属事務所のオフィスキイワードにより公表された。亡くなる前日までSNSへ投稿していた。
番組でパートナーを組んでいた山本浩之は、訃報が公表された翌日となる同月22日の『ヤマヒロのぴかッとモーニング』の冒頭で触れ、既に同月19日の昼の時点で死去が伝えられており、遺族の意向で告別式が終わるまで訃報については伏せられていたという。直近の様子から「僕としては覚悟していた部分もありましたので、驚きはしませんでした」と心境を述べたうえで、既に行われた身内で行われた通夜に参列し「優しい表情で眠っていました。好きな赤い服を着て、棺の中に納まっているお量を見てホッとしました」と語った。死去から約2か月後の同年10月11日、お別れ会が大阪・茶屋町のMBSちゃやまちプラザで行われ、一般も含め多数の関係者が参加した。

## 出演番組
- 田渕岩夫の得ダネ!てれび（KBS京都） - 水曜日担当
- 金曜いただきッ!（サンテレビ）
- とよなかウォッチ（豊中・池田ケーブルネット）
- まいどわいどわが街ねっとわーく（J:COM コミュニティチャンネル）
- ねっとわーくα（ベイコミュニケーション）
- 京都!ちゃちゃちゃっ（京都チャンネル、KBS京都）第一期ちゃちゃ娘
- ならみち見聞録（奈良テレビ）
- 京都謎解きおんなパラダイス（京都チャンネル）
- 謎パラ?（京都チャンネル）
- 京都・大阪・神戸　三都グルメ散歩（CS・旅チャンネル）
- ラジ関アフタヌーン（ラジオ関西）
- ぷちらせ（読売テレビ）
- ライブ情報（CWO）
- USJ情報（毎日放送）
- やのぱんの生活情報部（KBS京都）HISトラベルナビゲーター担当
- なにやっテンダラー（MBSラジオ2013年度のナイターオフ番組レーベル「茶屋町プレミアムナイト」水曜日）- アシスタント
- 茶屋町ヤマヒロ会議（MBSラジオ） - アシスタント。上述した理由で、2014年7月27日 - 2015年1月11日放送分、2020年1月12日 - 2月2日放送分、2021年12月9日 - 2022年2月24日放送分、2023年7月13日 - 2024年3月28日放送分を休演。
- Chicken Garlic Steakのアカペラモーニング♪（ラジオ大阪） - アシスタント
- with you（朝日放送ラジオ） - 初代パーソナリティ陣の1人で、金曜深夜＝土曜未明分を担当。『こんちわコンちゃんお昼ですょ!』に続いて生放送を進行していたが、上述の婦人系がんの影響で深夜の生放送番組への出演が難しいほど体調が優れないことを理由に、2018年6月上旬から休演していた。同年9月で正式に降板。
- ラジオ演芸もん（朝日放送ラジオ、2018年12月16日・23日放送分）
- メッセンジャー黒田のチラシダス（MBSラジオ） - 2021年5月24日（月曜日）、11月5日（金曜日）に特番として放送後、11月30日から2022年3月22日まで火曜ナイターオフ夜ワイドとして放送（上述した理由で12月7日 - 2022年3月1日放送分を休演）。2022年度は7月18日（月曜日・海の日）に特番として放送後、11月2日から水曜ナイターオフ夜ワイドとして放送。
- Mラジ!勝ち取れレギュラー アシスタントオーディション（MBSラジオ、2021年7月1日深夜 - ）
- こんちわコンちゃんお昼ですょ!（MBSラジオ） - 2014年7月4日放送分から金曜日アシスタント。3回出演した後に病気（子宮頸がん[14]）の療養を理由に休演していたが、2015年4月3日放送分から復帰。同様の理由（卵巣がん[14]の療養）で2020年1月10日 - 1月31日放送分、2021年12月10日 - 2022年2月18日放送分、2023年7月14日 - 2024年3月29日放送分を休演。
- ヤマヒロのぴかッとモーニング（MBSラジオ） - 水曜日アシスタント。上述した理由で、初出演は2024年4月17日放送分。
- B-tops（読売テレビ） - 不定期で放送
- OTSU21（土曜 18:45 - 19:00 不定期 びわ湖放送） - 前田由紀子と持回り。
- バスキアタイム（J:COM）
- 大和建物ハウスショップ（J:COM）
- BISTRO SUNSHINE（α-STATION、2020年4月1日 - ）

他イベントMC

## 舞台
- メッセンジャー黒田プレゼンツ「つな」(2017年5月19日 - 21日、ABCホール)
- メッセンジャー黒田プレゼンツ「フードコートのランスちゃん」(2019年5月24日 - 26日、ABCホール)

## 出演CM
- みすずコーポレーション「うどんあげ」（2016年 - ）